# Ichthiológia

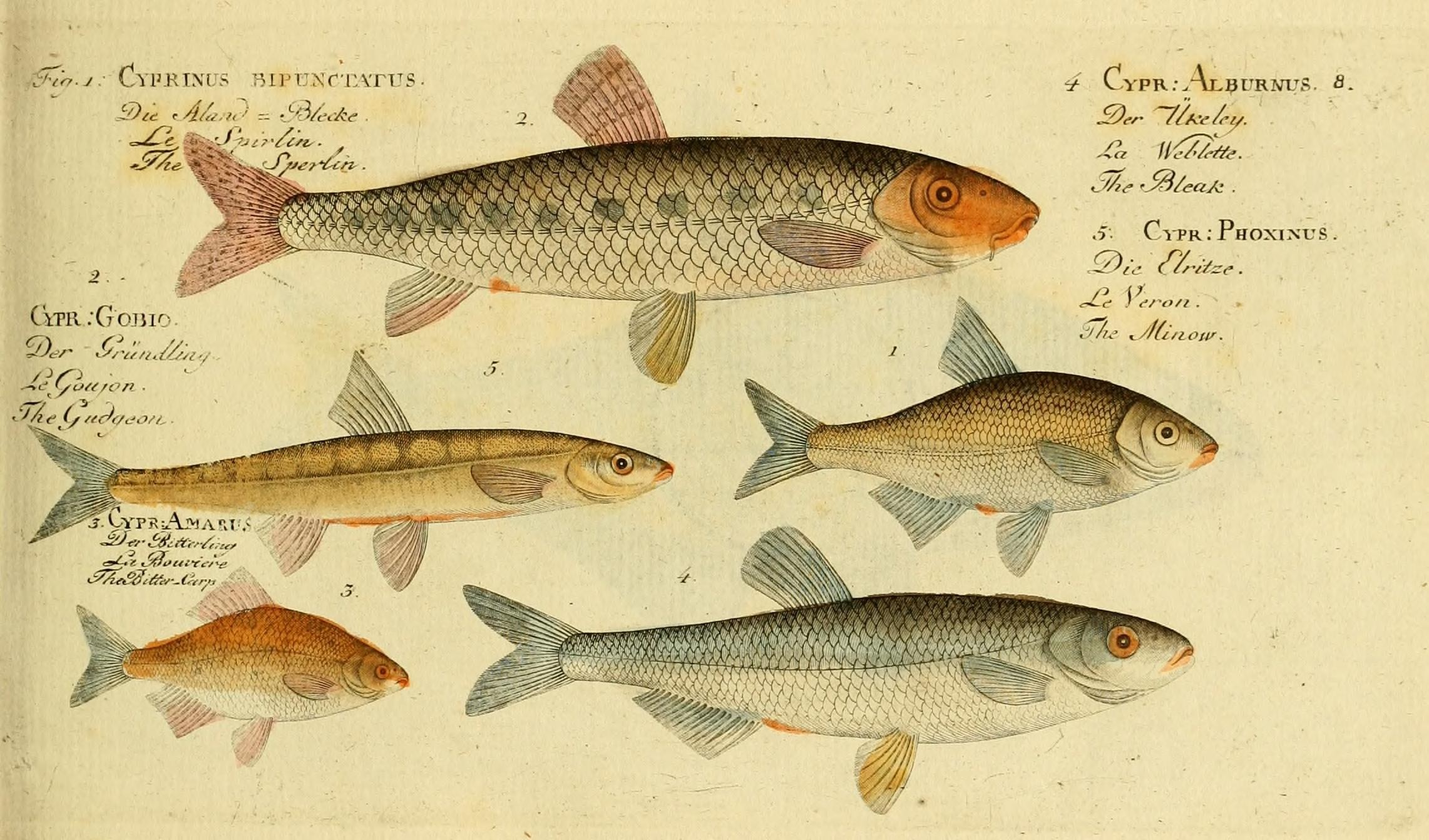
Fig.1: Cyprinus Biponctatus, 2. Cyprinus. Gobio, 3. Cyprinus. Amarus, 4. Cyprinus. Alburnus, 5. Cyprinus. Phoxinus, halismereti mű illusztrációja (1796)

Az ichthiológia vagy halismeret az állattan (zoológia) halakkal foglalkozó tudományága.
Felöleli a kezdetleges fejgerinchúros (Cephalochordata) lándzsahalaktól (Acrania) kezdve, a legfejlettebb méhlepényes elevenszülő fogaspontyfélékig (Jenynsiinae) valamennyi édesvízi és tengeri halfaj tudományos vizsgálatát.
Egyes becslések szerint ma több mint 25 000 önálló rendszertani státusszal bíró halfaj létezik. A biológiailag elkülönült populációk számáról – genotipikus klaszterekről – és az egyes fajokhoz tartozó alak- és színváltozatok számáról még megközelítő adatok sem állnak rendelkezésre, s a mélytengeri halfajok hozzávetőleges számáról sincsenek becsült adatok. Mivel a halak fejlődéstörténeti (filogenetikus) rendszerezése, a nevezéktan (állatrendszertan) és a őslénytan szoros kapcsolatban áll egymással, ezért nem kerülhető el időnként az új fajleírásokat figyelembe véve (kb. tizenöt évenként) a halak átcsoportosítása, újra rendszerbe foglalása.

## A szó eredete
Az ichthiológia görög eredetű, szó mely az ἰχθύς, ikhtusz, "hal"; és a λόγος, logosz, "tudomány" szavakból áll.

## Részterületei
- Hidrobiológia (a vízi élőlények és ökoszisztémák tudománya)
- Oceanográfia – Limnológia – Rheológia (tengertan, tótan, áramlóvizek tana)
- Thalassobiológia – Limnobiológia – Rheobiológia (tengeri élőlények, tavi élőlények, áramlóvizek élőlényeinek tana)
- Természetvédelmi ichthiológia (Kutatási területe: a védett és veszélyeztetett halfajok faunisztikai, ökológiai vizsgálata és populációbecslése. A halfajok élőhelyeinek jellemzése és ezek ismertetése. Egyes halfajok veszélyeztetettségi helyzetének vizsgálata. A védett és veszélyeztetett halfajok részletes felsorolása. A nemzeti parkok értékeinek számbavétele és a védett, ritka fajok populáció változásainak vizsgálata)

Washingtoni egyezmény (1973)
(egyezmény a veszélyeztetett vadon élő állat- és növényfajok nemzetközi kereskedelméről 1985-ben hazai csatlakozás)
Ramszari egyezmény (1975)
(a vizes területek védelme: 1979-ben Magyarország is aláírta)
Riói egyezmény (1992)
(a biológiai sokféleségről szóló egyezmény 1994-ben Magyarországon hatályba lépett)

## Az őskorban
- A barlangrajzok alapján az őskorban ehető és nem ehető halakat különböztettek meg. E művek szerzője ismeretlen.

## Az ókorban
- Az első halálábrázolások, melyeket ékírásos agyag emléktáblákba véstek, az ősi Mezopotámia (jelenleg Irak) területéről kerültek elő. Az uruki IV. régészeti rétegből (i. e. 3300 és 3100 között) származnak e halakat ábrázoló agyagtáblák. A feltárásokat követően 90 halfaj 324 sumer és babiloni elnevezését sikerült azonosítani, néhány közülük tengeri hal volt. Az azonosításon váltakozó eredményekkel dolgozott (Vincent Scheil 1918, Anton Deimel 1926,  Benno Landsberger 1962, Armas Salonen 1970, Dietrich Sahrhage és Johannes Lundbeck 1992). Ezért is feltételezhető, hogy a halak fontos szerepet játszottak a mindennapi életben mint élelem és mint vallási jelkép is (van Elizabeth Douglas Van Buren 1948, Armas Salonen 1970, Johannes Cornelis de Moor 1998). A régészeti feltárások során halcsontokat is találtak Abu Salabikh lelőhelyen amelyeket be is azonosítottak ezek (a ma használatos halnevekkel): Barbus esocinus, B. grypus, B. kersin, B. luteus, B. sharpeyi, B. xanthopterus, Silurus triostegus, Mystus pelusius, Mastacembelus mastacembelus és Tenualosa ilisha.

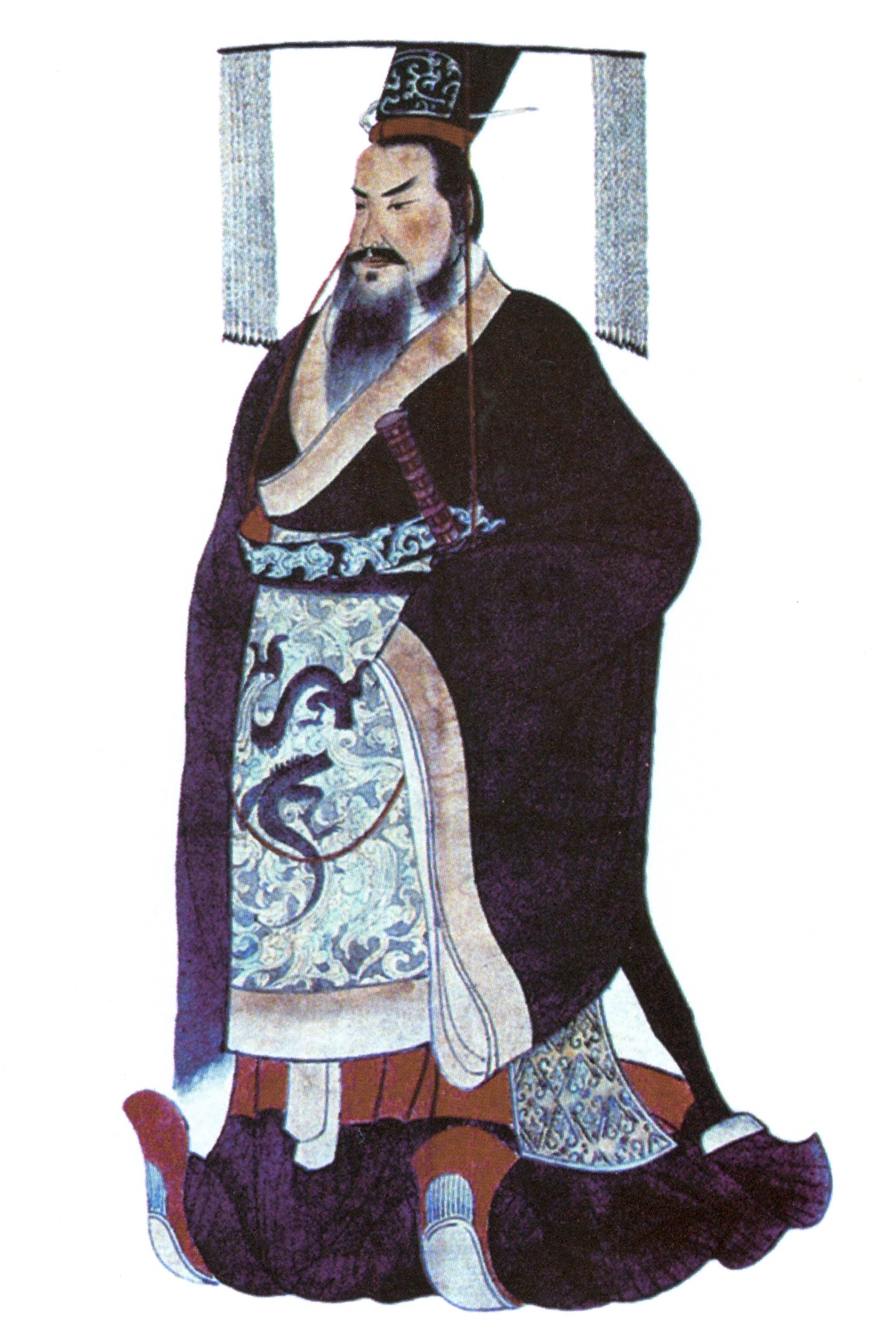
Csin Si Huang-ti

- A halak valószínűsített rendszerezési bölcsője a régi Kína. Az i. e. 1000 körül a Dalok könyvé-ben (Si king) már szó esik egy halról, amelyet ma aranyhalként ismerünk, Carassius gibelio auratus. A költő, a királyi palota építéséről így írt:

"Ott az Ősök ligetében, fényes szarvasok körében, öreg király mulat szépen. Ott a királyi madarak mind ragyogó hó-tollúak, fickándoznak aranyhalak." (fordította: Weöres Sándor – A lélek idézése 1958.)
E régi vers is arra utal, hogy a haltartás már az ősi Kínában is kedvtelések közé tartozott, amely a távol-keleti pompa egyik megtestesítője volt. A későbbi korokban, főleg a Han-dinasztia idején a Nanking tartományban szigorúan tiltották, – halálbüntetés terhe mellett a piros halak étkezési célokra való felhasználását. A Szung-dinasztia uralkodásának idejét (i. sz. 960–1279) tekintjük az aranyhal „háziasítás”-nemesítés kezdő korszakának.
- Az állatok első tudományos rendszerezője Arisztotelész volt. Ő az állatok csoportosítására is kísérletet tett, és mintegy félezer állatot ismertetett. Két nagy csoportra; vörös vérűekre és nem vörös vérűekre osztotta őket. A nem vörös vérűek közül, testszerveződésük bonyolultsága alapján; szivacsokat, csalánozókat, puhatestűeket, rovarokat, rákokat és polipokat különböztet meg. A vörös vérűeket a halak, madarak és az emlősök alkotják. Leszboszi és asszoszi tartózkodása idején a két sziget halászaitól hallott adatokkal egészítette ki halgyűjteményét, majd kritikusan rendezte és osztályozta azokat; összesen 116 halfajt írt le. Arisztotelész már különbséget tett a hal és egy tengeri emlős (delfin) között. Az édesvízi halak közül ugyancsak különbséget tett a ragadozó perkh – csapósügér, és a nem ragadozó kichle – szivárványos ökle között.
- Kr. u. 77-ben, egy magát jelentős természettudósnak valló római, idősebb Plinius lefordította Arisztotelész munkáit, kibővítve azt saját elképzeléseivel és kiadta a Naturalis Historia című művét. Ez a rendszerezés azonban mégsem közelíti Arisztotelész rendszertanát. Olyan nevek szerepelnek benne, mint: kétéltű hal, fűrészhal és hableányhal.

## A 16. században

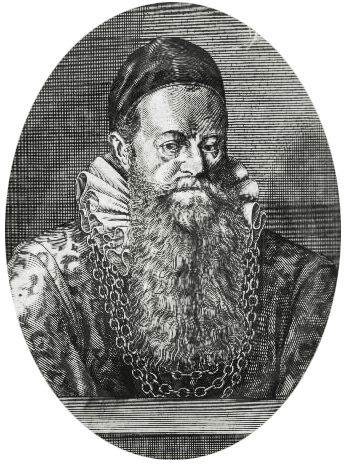
Bauhin Gaspard

- A feledésbe merült Arisztotelész rendszertani leírásait 1554-ben három lelkes francia természetkedvelő: Hippolyte Salviani, Pierre Belon és Guillaume Rondelet újra feltámasztotta, és ezzel megalapozták a mai értelemben vett ichthiológia alapjait. Leírásuk Libri de Piscibus Marinis címen jelent meg Franciaországban. Ebben 59 édesvízi és 205 tengeri faj leírása található; a könyv 335 illusztrációt tartalmaz. Ebben a korban a botanika sokkal fejlettebb tudományág volt, mint a zoológia.
- Egy svéd orvos (boncmester) és botanikus Gaspard Bauhin 1596-ban kiadta Pinax theatri Botanici című könyvét, amely alapműve lesz a későbbi növénytani rendszerezésnek. Az itt leírt 6000 növényfaj már osztályozva volt, úgymint; fák, bokrok, füvek és fűszernövények (Aromataba). Ebben az osztályozási rendszerben már megjelenik a nem és a faj fogalma, és jó pár növényfajnál a kettős névhasználat. Ezt az osztályozási rendszert vette át 139 évvel később Carl von Linné, aki a Bauhin család tiszteletére (Johann és Gaspard Bauhin) egy növénynemzetséget Bauhinia (Caesalpiniaceae család) névre keresztelt.

## A 17. században

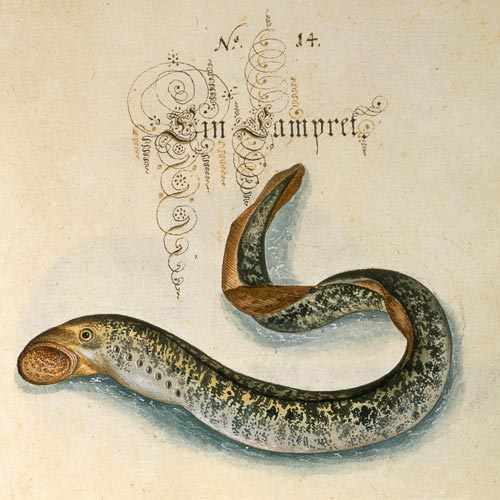
Tengeri ingola
Leonhard Baldner képe

- 1666-ban jelent meg még egy halakról szóló könyv Európában Vogel, Fisch und Tierbuch címen. E művet Leonhard Baldner írta, aki egy strassburgi halászmester volt. Ő volt az első, aki üvegedényekben kezdte tanulmányozni az általa kifogott halakat, majd megfigyeléseit le is írja. Az ingolák fejlődésmenetét már Baldner is ismerte, mert halas könyvében ezt írta:

"Augusztus havától a szent karácsony haváig alig találhatunk szemes ingolákat, de vakcsík bőven van egész éven át. A szemesek és a vakok egyébként egyfélék, minthogy a fiatalok kezdetben mind vakok, s azonnal bebújnak a fenékbe, mihelyt az ikrából megszületnek. A vakokban mindaddig nem fejlődik ikra, amíg szemük nem lesz."
- A tengeri utazásokkal már lehetővé vált a távoli földrészek felkutatása. A legelső „műkedvelő ichthiológus” aki Dél-Amerika földjére lépett, Georg Marggraf a Szász Fejedelemség udvari természettudósa és csillagásza. 1637-ben őt nevezték ki megbízott csillagásznak, – az akkor holland gyarmatként számon tartott Brazíliában, és elvállalta az első állattani és növénytani gyűjtő expedíció vezetését is. A felfedezéseit 1686-ban megjelent Historia Piscium című könyvében tette közzé, amelyben 178 új halfaj leírása található. Ez az első olyan könyv, melyben kategorizálva vannak a halfajok, így megszületett a halak átmeneti rendszertana.

## 18. század
- Erre a kezdetleges rendszerezésre felfigyelt Peter Artedi, az Uppsalai Egyetem botanikusa, akinek tanítványa és barátja Carl von Linné. Artedi hihetetlen érzékkel vezette rá tanítványát a latin mozaikszavak használatára, és megszülettek az első Linné által írt halnevek; Malacopterygii, Acanthopterygii, Branchiostegi, Chondropterygii, Plagiuri. Sajnos Artedi már nem érhette meg tanítványa nagy sikerét, az állattani nevezéktan 1758-as induló napját, mert 1735-ben 30 éves korában egy Amszterdam melletti patakba fulladt. Linné 1738-ban posztumuszként közzéteszi Artedi eredeti kéziratát Opera Omnia de Piscibus címen. Ebben a könyvben már olyan ismerős szakkifejezések vannak, mint ordo = rend, és binomális = kettős névhasználat. A történelemben először kerül sor a halak anatómiai felépítésük szerinti osztályozására. Ez a könyv az alapja, a majd egy évszázaddal később létrejövő fejlődéstörténeti (filogenetikus) rendszerezésnek (Charles Darwin).
- Itt meg kell, hogy említsük a méltánytalanul elfeledett olasz természettudóst és kalandort, Luigi Ferdinando Marsigli grófot, aki részt vett Budavár visszavételében 1686-ban és a spanyol örökösödési háborúban is. Ő térképezte fel először az Appennini-félsziget halait és kategorizálta azokat. Számos műve közül, amelyek Magyarországra is vonatkoznak a következők: az 1700-ban kiadott Danubalis Operis Prodromus, amelyben elsőként írta le a sima tokot, Acipenser nudiventris (Lovetsky, 1828). További művei: a hat kötetből álló Danubius Pannonicomysicus 1726-ban kiadott utolsó kötete, a Catalogus Plantarum circa Danubium Sponte , amely a magyar flórára vonatkozó első összefoglaló mű. Magángyűjteményeit még életében Bolognának ajándékozta, ebből alakult meg később a bolognai akadémia.

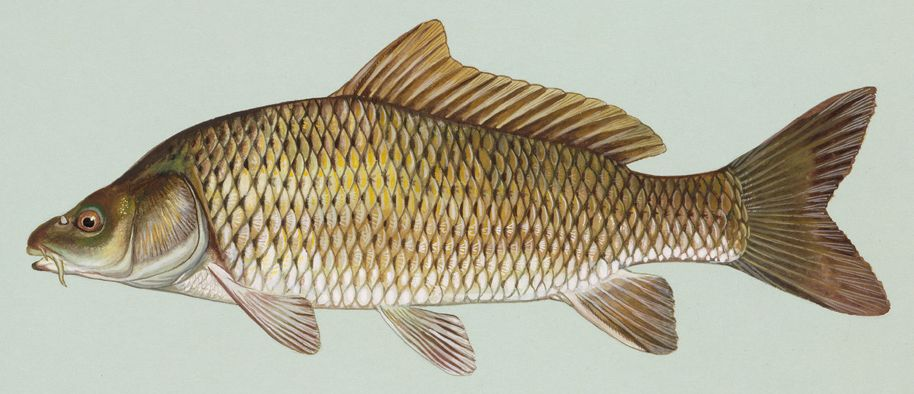
Cyprinus carpio

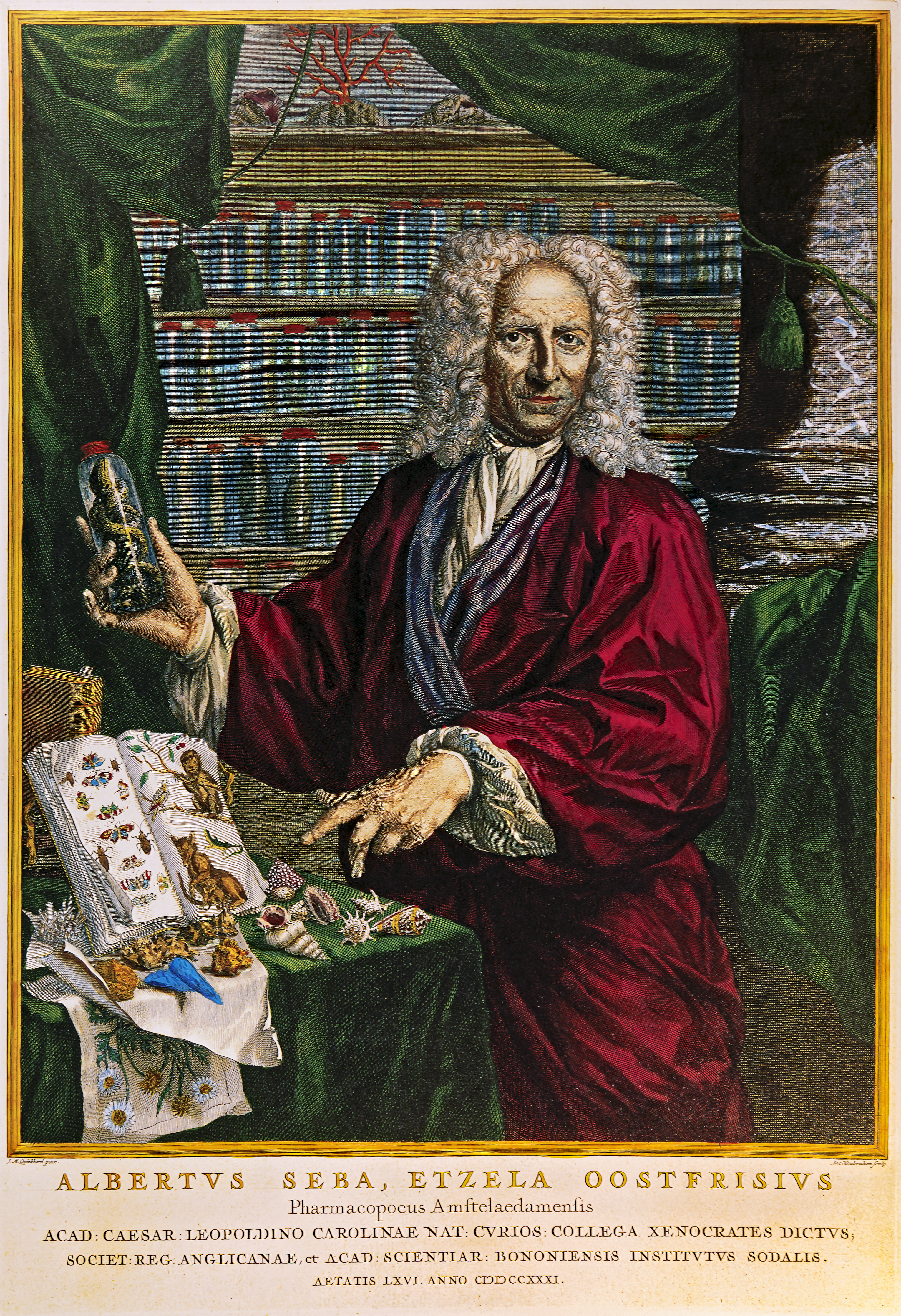
Albertus Seba

- 1735-ben megjelent a hollandiai Leiden városában az orvos és botanikus Carl von Linné Systema Naturae című munkája. Cyprinus carpio A zoológiába ő vezette be azt a kettős latin nyelvű elnevezést, amely a fajoknak nemek, és nemzetségek szerinti osztályozását lehetővé tette. E rendszer nélkül ma már nem tudnánk áttekinteni az ismert élőlények óriási tömegét. Linné érdeme, hogy megalkotta azt a rendszert, melynek alapjai ma is érvényesek. Az első rendszertan alapegysége a faj (species), a lényeges vonásokban megegyező fajokat nemekbe, a növényeknél nemzetségekbe (genus), a nemzetségeket családokba (familia), ezeket rendekbe (ordo), a rendeket osztályokba (classis), azokat pedig törzsekbe (filum) sorolja. A törzsek összessége alkotja az országot (regnum). Ez a rendszerezés a 20. század végéig volt csak érvényben. Itt meg kell említenünk George Clifford III.-nak a nevét, aki egy gazdag amszterdami bankár volt. Clifford üzleti kapcsolatinak révén összegyűjt sok egzotikus növény és állatfajt a világ számos pontjáról. A gyűjteménye 4000 állat- és 8000 növényfajból áll, és ez a gyűjtemény lett később az alapja Linné rendszerezéseinek. Egy másik segítő Linné régi barátja Albert Seba, aki egy különös figura volt, – mellesleg gyógyszerész és zoológus. Albertus Seba Az ő tulajdonában volt Európa legnagyobb növény- és állatgyűjteménye. Csak Amszterdamban tizenhét gyógyszertára volt közel a tengerparthoz. Az általa „kotyvasztott” kábítószert cserélte el a tengerészekkel növényi és állati „termékekre”. (…) Linné új rendszerezése választás elé állítja az akkori világ természettudósait és 23 évvel később, az átdolgozott Systema Naturae 10. kiadásával 1758. január 1-jétől létrejön a nemzetközi állattani nevezéktan. Ez az év azt is jelenti, hogy ettől az évtől kezdve érvényesül az elsőbbség elve a zoológiában (lex prioritas), amit a továbbiakban már a Zoológiai Nevezéktan Nemzetközi Kódexe szabályoz. (ez azt jelenti, hogy az állattani nevezéktanban mindig az elsőként közzétett fajleírás a mérvadó).
- Tiltott zoológia: Linné nemcsak természettudós, hanem orvos is volt; – nagyon jól tudta hogyan is kell az emberek felé közeledni. Az általa főzött gyógynövények kivonatát cserélte el, cserébe a bennszülöttek által begyűjtött növényi és állati tetemekért. 1731-ben II. Péter orosz cár által Lappföldre indított expedíciójának teljes néprajzi és zoológiai anyagát így orozta el. A bajból barátja, Albert Seba húzta ki ismét. Ennek viszont nagy ára van. Seba teljes gyűjteménye II. Péter tulajdona lesz. (…) Ebben a korban, az 1735-ben kiadott a Systema Naturae című kiadvány körül is éles viták zajlanak. Sokan Artedi eredeti művét, az Opera Omnia de Piscibus kéziratot vélik felfedezni a Systema Naturae című kiadványban. Linné, az elnyert Artedi-kéziratot sok helyen átírta a saját felfogása szerint. A kettejük közti versengésről a következő, még az 1730-as évekből származó Artedinek tulajdonított mondatok is árulkodnak:

"Ma együtt indulunk tanulmányozni a Pietsch, amit egyikünk meglát az a másiknak kudarc és egyéb. Akkor ama közvetlenül kiderül ki a mestere. Mindegyikünk hisz a győzelemben ki az ichthiológus… Nekem sok tudásom van, ezzel szemben neki még tanulni kell ismerem, olyan mint egy kétéltű. Ezzel szemben ő könnyen elismer engem, mint az első osztályú matrózt, mert ismerek sok madarat és sok rovart…"
A Systema Naturae tizedik kiadásában leírt új halosztályozási rendszer, amelyben 414 halfaj leírása található; – ez viszont teljes egészében Linnének tulajdonítható például Cyprinus gobio, Cyprinus carpio (ponty).
- Az 1750-es évekig megismert és rendszerezett összes halfajt egy német orvos és ichthiológus Marcus Élieser Bloch elsőként foglalta össze lexikon formájában. A lexikon második, kilenckötetes része már kevésbé sikerült. Ez, az akkori korban viszont nagyszerű tudományos teljesítmény volt. Később Bloch az Etroplus maculatus felfedezőjeként vált ismertté és beírta magát az ichthiológia történetébe.
- Egy másik német zoológus és botanikus, Peter Simon Pallas 1766-ban kiadta Miscellanea Zoologica című könyvét, amely tartalmazta az addig felfedezett összes gerinces állat rendszerezését. 1767-ben II. Katalin felkínálta Pallasnak a Szentpétervári Egyetem vezetését, amit elfogad. Az orosz flóra és fauna feltérképezése mellett még számos, köztük halakkal foglalkozó zoológiai művet is írt, amit Berlinben Specilegia zoológia címen 1766-ban ki is ad. Ebben a kiadványban elsőként számol be az Altaj-hegység, Nyugat-Szibéria, a Kaszpi-tenger és a Bajkál-tó gazdag halfaunájáról. Elsőként ad hírt a Fekete-tenger halvilágáról is, rendszerezte a sőregtokot, Acipenser stellatus és a tengeri tarka gébet Proterorhinus marmoratus.

## 18. sz. vége – 19. század
- A francia természettudós Bernard Germain de Lacépède, aki a Párizsi Természetrajzi Múzeum professzora volt, megjelentet egy ötkötetes könyvsorozatot 1798 és 1809 között A halak természetrajza címmel. Ez az összefoglaló sorozat a legnagyobb terjedelmű ichthiológiai művek egyike ma is. Egyik rendszerezése a Micropterus salmoides. Sajnos később jobban érdekelte a politika, mintsem az élővilág szeretete. (…)
- Georges Cuvier egy briliáns francia zoológus, anatómus, paleontológus és geológus volt.  Főleg az emlősökkel foglalkozott, de a halrendszerezés sem állt távol tőle. Egyik fajbesorolása a Pempheris vanicolensis. A halrendszerezéssel kapcsolatos leírásai közül sokat álnéven írt. Egyedül az Oken[halott link] névről tudjuk biztosan, hogy ezt is használta, a többi álnéven írt munkája a feledés homályába vész. Cuvier elsőként irányítja a figyelmet a fennmaradt halfosszíliákra. Tőle származik az állatvilág első használható, testalkat szerinti osztályozása. Fő műve Leçons sur l'anatomie comparée címen jelent meg. Cuvier munkatársa Achille Valenciennes, aki rendszerezi az algázó harcsát, Hypostomus cirrhosus, a yukatáni fogaspontyot Poecilia sphenops, az indiai üvegharcsát Kryptopterus bicirrhis, és az amurt Ctenopharyngodon idella.

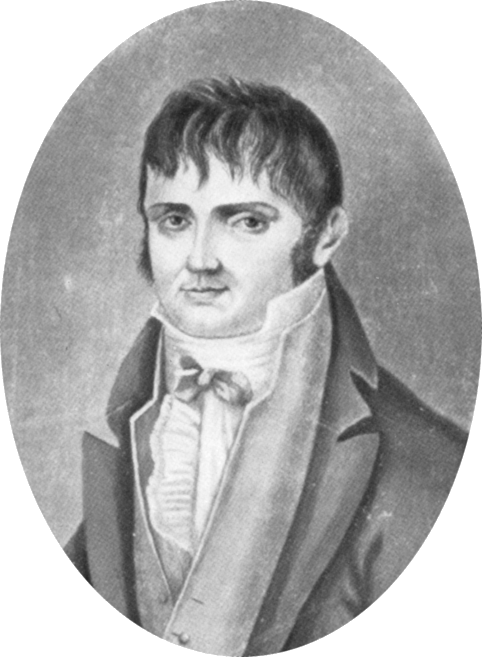
Constantine Samuel Rafinesque

- 1783-ban Konstantinápoly későbbi külvárosában Galatában született egy kivételes tehetségű ember, Constantine S. Rafinesque-Schmaltz. Constantine Samuel Rafinesque Kortársai közül sokan hívják őt nagy géniusznak, de még többen egy őrültnek – viszont a valóságban egy különc autodidakta volt. Minden előképzés nélkül, pusztán a latin nyelv ismeretében különös tehetséggel igazodott el a zoológia, botanika és az ichthiológia rejtelmeiben, de főleg a puhatestűek törzsfejlődése érdekelte. Ezen kívül még biológus, meteorológus, kőműves, író és soknyelvű fordító volt, folyékonyan beszélt olaszul, angolul és francia nyelven. Foglalkozott még embertannal, földtannal – ezt még felsorolni is fárasztó. (…) Nagy sikereit az Egyesült Államokban érte el főleg a botanika terén, de a halrendszerezés sem állt távol tőle. Elsőként foglalta rendszerbe az észak-amerikai, főleg a Mississippi völgy halait, fölállította például a törpeharcsa nemeket: Noturus, Ictalurus, Pylodictis, Ameiurus, és osztályoz egy pontyfélét is Alosa chrysochloris néven. 1819-ben kinevezték a Kentucky államban lévő lexingtoni egyetem botanikai professzorának. Rafinesque már sejtette a természetes kiválasztódás (törzsfejlődés) elméletét, de annak megértése már meghaladta képességeit.

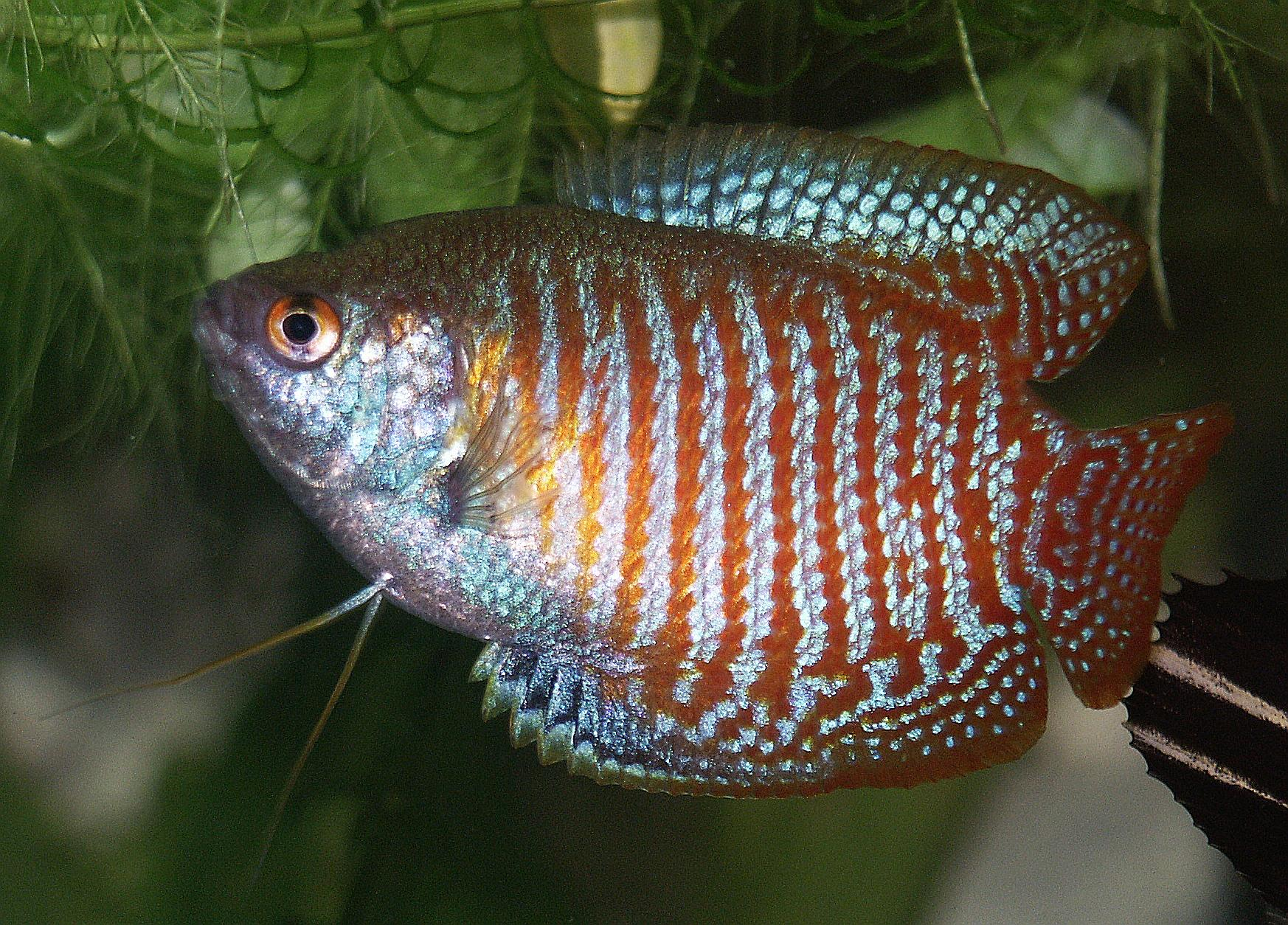
Colisa lalia – ma: Trichogaster lalius

- A skót orvos, botanikus és zoológus Francis Buchanan-Hamilton 1794 és 1815 között a katonai szolgálatát töltötte az indiai Bengáliában. Ő volt akkor a sebésze az indiai főkormányzó Lord Wellesley-nek Kalkuttában, akinek a tulajdonában volt a város Alipore nevű botanikus kertje. A Brit Kelet-indiai Társaság 1807. szeptember 11-én kelt rendeletében utasította a főkormányzót, hogy térképezze fel Bengáliát zoológiai, botanikai és etnikai szempontból. A feladat természetesen ismét Buchananra hárult és kezdetét vette nemcsak India, hanem a környező királyságok zoológiai szempontból történő feltárása is. Buchanan elsőként adott hírt az indiai Banda folyó halvilágáról, – itt 269 fajról számolt be, melyek közül 100 hal addig ismeretlen volt. Többek között leírta az arany márnát, Puntius gelius. Feltérképezi az Indus és a Gangesz völgyét, az afganisztáni Helmand folyót, amely közös vízmegosztású folyó Iránnal. Leírta Nepál és a Himalája gazdag növényvilágát is. Sajnos Buchanannak a Helmand folyó völgyéből gyűjtött zoológiai anyaga nagyrészt elveszett vagy elkobozták – köszönhetően az indiai kiskirályoknak, elsősorban Tipu Sultannak. Colisa lalia – ma: Trichogaster lalius Az a néhány megmaradt anyag ami a Helmand folyó állatvilágáról fennmaradt, az „nem értékelhető és nagyon zavarba ejtő” – mondta ezt egy évszázaddal később Buchananról India első, egyébként kiváló ichthiológusa Sunder Lal Hora 1933-ban. 1814-ben William Roxburgh lett a felügyelője a kalkuttai botanikus kertnek, és tovább nem tartanak igényt Buchanan szolgálataira. Ő visszatért Angliába és 1822-ben közzétette botanikai és zoológiai leírásait Edinburghban illetve Londonban. Buchanan újdonságnak számító latinosított halnevei eleinte sokkolják az akkori nomenklatúrát. Sok halfajt a hindu mitológiai mesék alapján nevezett el: Tor tor, Badis badis, Chanda nama, Channa barca, Colisa lalia. (A Chanda egy szörny neve a hindu mesékben, akit Chamunda Devi megöl, – ez szintén egy népszerű név a hindu közösség meséiben. Buchananról később egy amerikai apró pontyfélét neveznek el, Notropis buchanani (E. Meek, 1896).
- Az osztrák természettudós, Johann Natterer a 19. század legnagyobb zoológiai és ichthiológiai felfedezője. 1817-ben I. Ferenc osztrák császár férjhez adta lányát, Mária Leopoldina főhercegnőt I. Péter brazil császárhoz. A hosszú brazíliai utazásra felkérték kísérőnek a bécsi Zoológiai Múzeum két természettudósát, Carl Friedrich Philipp von Martiust és Johann Natterert. Az esküvő után a két bécsi természettudós még 18 évig Dél-Amerikában maradt és összegyűjtötte az évszázad addigi legnagyobb zoológiai anyagát. Terjedelmes gyűjteményükkel 1835-ben tértek vissza és biztonságba helyezték azt, a bécsi Természettudományi Múzeumban. I. Ferenc császár egyszerűen megvette e páratlan gyűjtemény egy részét, amely sok madarat, növényt, rovart tartalmazott. Szerencsére a tartósított haltetemek nem érdekelték I. Ferencet. Az 1848-ban kitört bécsi forradalom alatt a hofburgi tűzben ez a gyűjtemény teljes egészében elégett, Natterer naplójával együtt. Az a páratlan gyűjtemény csak 60 000 addig ismeretlen rovarfajt tartalmazott. Netterer nevéhez több mint 2000 halfaj leírása fűződik, olyan egzotikus fajokat ír le elsőként, mint a dél-amerikai tüdőshal, Lepidosiren paradoxa (Fitzinger, 1837). Elsőként írja le az amazonasi édesvízű rájákat. Később elismerésként sok halfajt róla neveznek el például Copella nattereri (Steindachner, 1876), Farlowella nattereri (Steindachner, 1910) és Corydoras nattereri (Steindachner, 1876).

Az ichthiológia történetét nemcsak olyan nagy nevek írták, mint Linné, hanem olyanok is, akiknek neve szép lassan kitörlődik az emberek emlékezetéből.
- Az egyik ilyen név Johannes Peter Müller, aki főállásban fizikus – mellesleg boncmester 1833-tól a berlini Humboldt egyetemen. Ő kezdte el először boncolni a halakat és belső tulajdonságaik alapján osztályozta is őket. Az eredményeit 1845–1849 között a Horae ichthyologicae című könyvsorozatában írta le. Ez már jelzése volt egy új időszak eljövetelének, a halak élettani különbségeinek alapján történő rendszerezésének.
- A másik ilyen név a Spandauban született Franz Hermann Troschel, aki egy egyszerű és jelentéktelennek tűnő matematika- és természetrajztanár volt a Berlini Egyetemen és a Zoológiai Múzeumban. 1840-ben viszont meghívták őt a bonni egyetemre természettanárnak, és ez választóvonalnak bizonyult. A Humboldt Múzeumban eltöltött évek nem múltak el nyomtalanul, és Troschel pusztán emlékezetből azonosított és osztályozott jó pár tengeri halfajt, tüskésbőrűeket és tengeri csigafajokat. Ezek közül néhány fajuk az ő nevét viseli például a tengericsillagok közül Evasterias troschelii (Stimpson, 1862), a papagájhal Chlorurus troschelii (Bleeker, 1853) és Murex troschelii bíborcsigafaj.

Natterer gyűjteménye még hosszú ideig szinte kimeríthetetlen forrása volt a 19. század nagy ichthiológusainak.

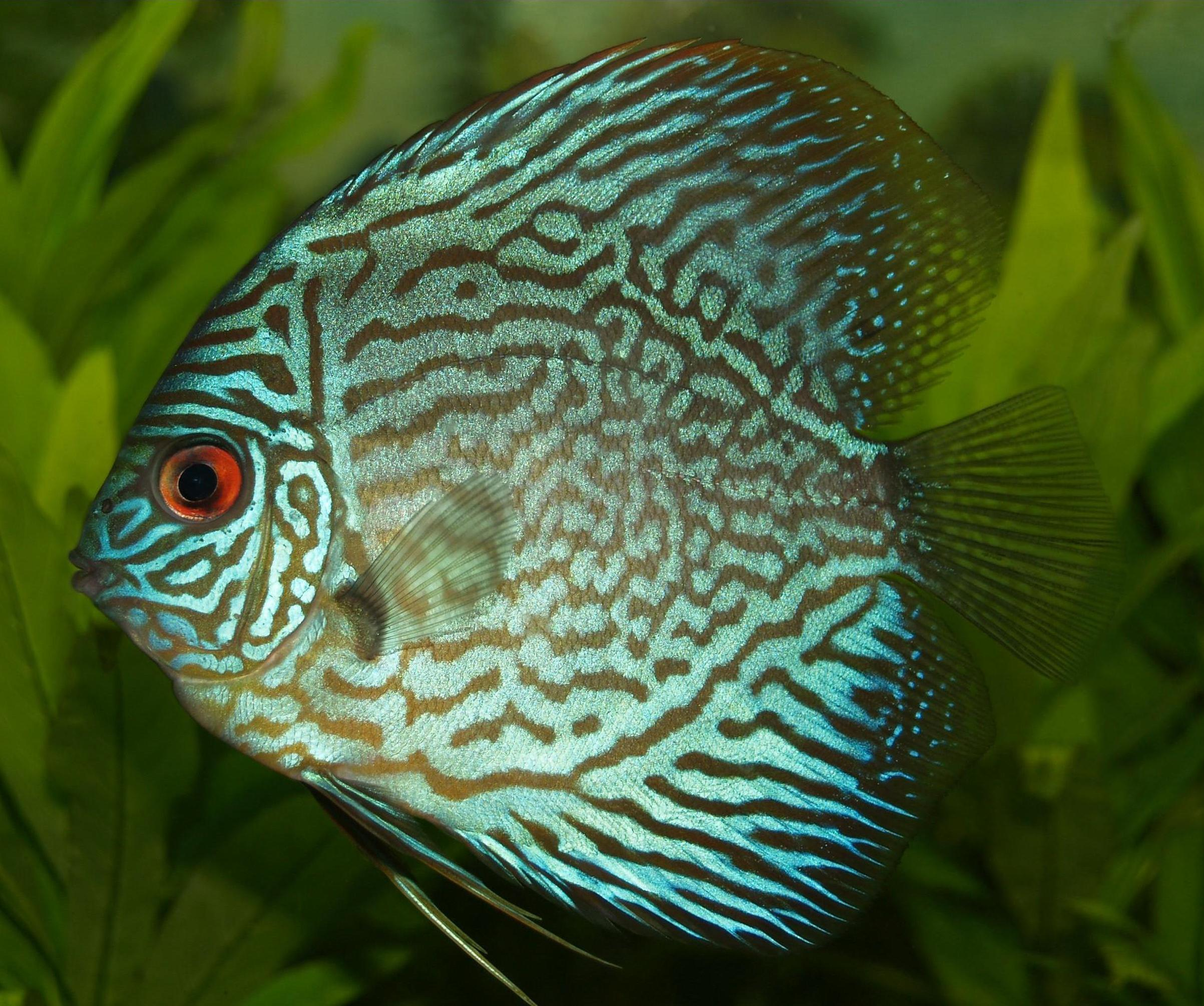
Symphysodon aequifasciatus

- Az egyik ilyen híres halrendszerező a bécsi Zoológiai Múzeum preparátora Johann Jakob Heckel, kinek nevéhez számos trópusi halfaj meghatározása fűződik. Symphysodon aequifasciatus Felállítja a Xiphophorus, Symphysodon, Pterophyllum és a Crenicichla nemek, a halfajok közül rendszerezi a Symphysodon discus és Cichlasoma dimerus fajokat, stb. Legismertebb munkája az 1847-ben kiadott Die Süsswasserfische der österreichischen Monarchie című műve, amelyben az akkori Magyarország és Ausztria halvilágát írta le. Részlet a könyvből:

„Magyarországnak és különösen a Tiszának halbősége közmondásszerűen ismeretes. A fenséges Balatonban mekkora tömegű zsákmányt hoz fel egyszeri hálóvetés is a jég alól! Mekkorára nő ott a méltán nagy hírű fogas! Ha csak azt a szinte elképzelhetetlen mennyiségű halat vesszük is, amelyet a béllyei királyi hercegi uradalom egymaga termel ki, – ahol saját tervezésű különleges eszközökkel egyszerre 500, sőt ezer mázsa halat is fognak, – láthatjuk, hogy Európában Oroszországon kívül sehol sincs akkora bőségben az édesvízi hal.”
Az egyik Magyarországra vonatkozó fajbesorolása a magyar márna: Barbus meridionalis petenyi.

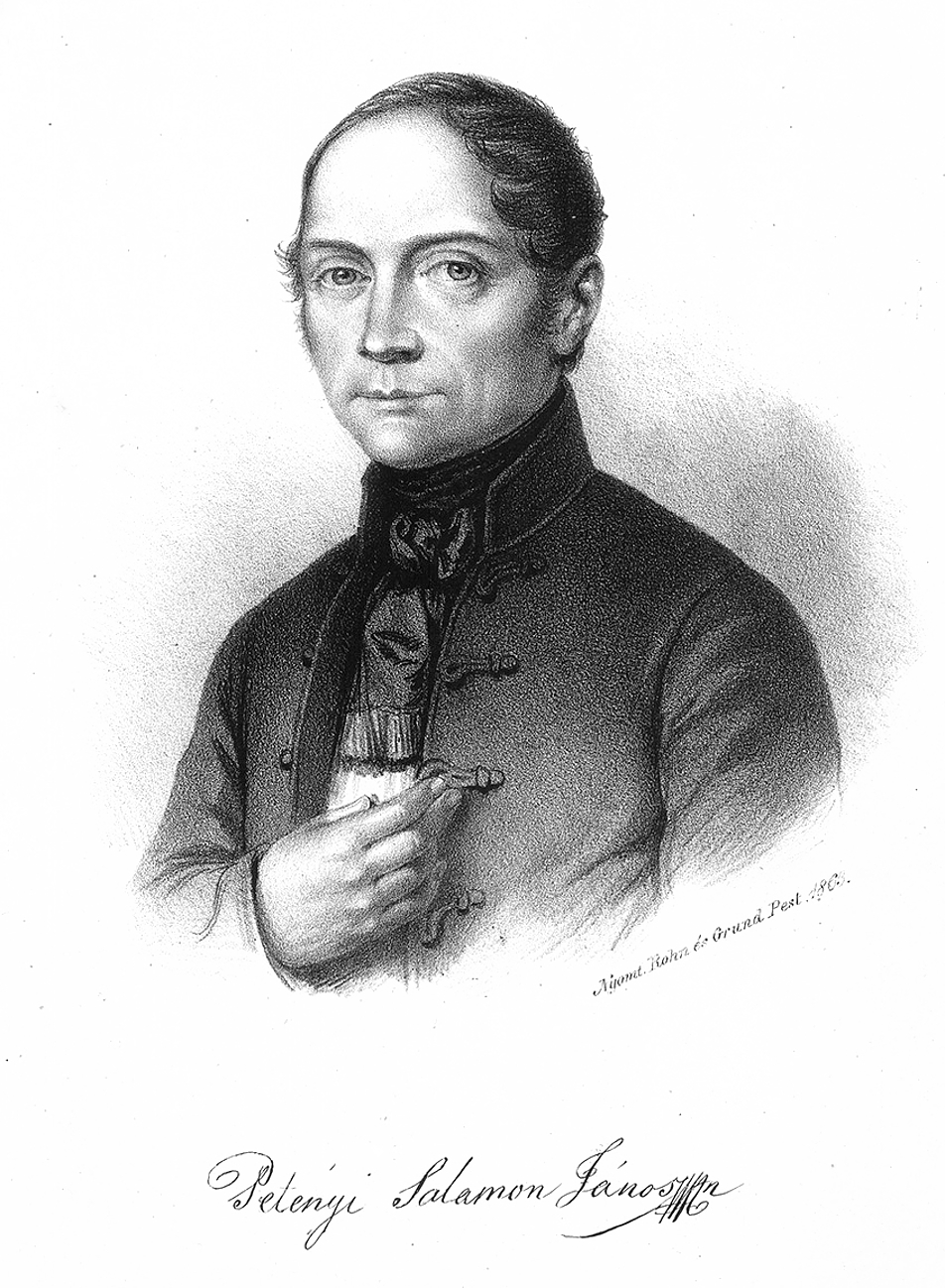
Petényi Salamon János

- Heckel neve szorosan összekapcsolódik Petényi Salamon János nevével, aki tanulmányait Losoncon, Besztercebányán és Selmecbányán végezte. Petényi Salamon János Lelkésznek készült, ezért Pozsonyban majd Bécsben teológiát hallgatott, – de jobban érdekelték a természettudományok. Bécsben olyan híres természettudósoktól tanult preparátormesterséget, mint Johann Natterer, Johann Jakob Heckel és Vinzenz Kollar. 1824-ben Erdélybe utazott zoológiai anyagot gyűjteni, majd Bécsbe visszatérve jelentős természettudományi anyaggal tovább bővítette a Netterer gyűjteményt. 1834-től kinevezik a Magyar Nemzeti Múzeum preparátorának. Számos munkái németül is megjelentek és eredményeiről többnyire a Brehm-folyóiratban az Isis-ben számol be. Ezek a közül az egyik legjelentősebb az 1816-ban kiadott Erdély állattani tekintetben című műve. Petényi leírta szinte az egész Kárpát-medence madárvilágát, előkészítette Magyarország gerinces állatvilágának összefoglaló kézikönyvét, és összeállította a Magyarországon fellelhető fosszilis állatok maradványainak katalógusát is. Az 1850-es évektől kezdődően barátjával, magyarosított nevén Heckel Jakabbal együttesen végezték a Magyar Királyságban fellelhető halak kategorizálását. Petényi 67 halfajt írt le a Kárpát-medence területéről. 1837-ben a Poprád folyóban egy, addig „ismeretlen” márnafajt fedezett fel. Ez a magyar márna, Barbus meridionalis petényi, amely a nevét viseli. Petényi Salamon maradandót alkotott, ez az egyetlen halfaj őrzi nevét az egyetemes haltudományban. A Magyar Tudományos Akadémiára hagyott kézirataiból számos eltűnt, köztük a nagy madártani mű is. Ennek csak néhány lapját találta meg Herman Ottó egy árusnál, – csomagolópapírként. Petényi hátrahagyott művei elkallódnak, java részük tűzvész áldozata lett, és csak ennek töredékei kerültek hozzáértő kezekbe.

"…ha Petényi Salamon kézirataiból csak az látott volna napvilágot, ami csak eredeti szógyűjtés volt, akkor ez a magyar természethistóriai kincsesházának első alapja telt volna belőle."

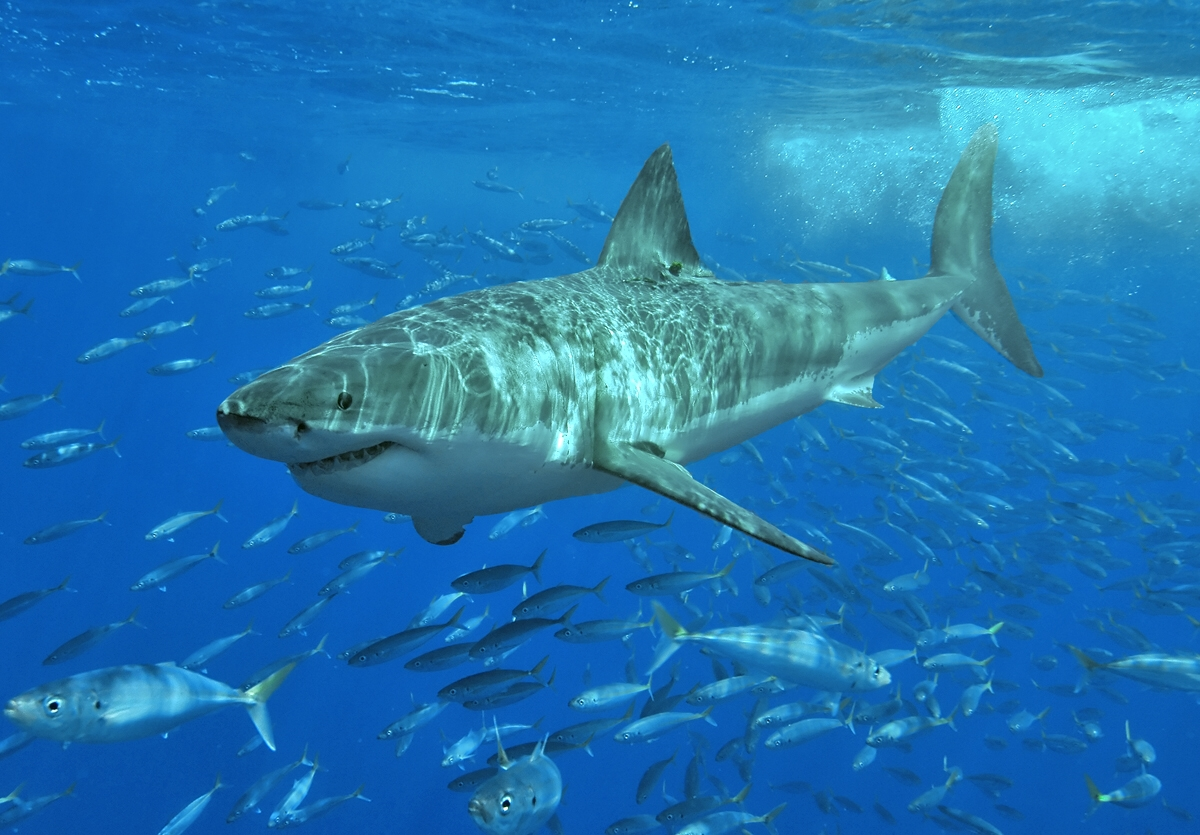
Carcharodon carcharias

- Az itáliai emigrációba kényszerített Lucien Bonaparte herceg legidősebb fia, teljes nevén Charles Lucien Jules Laurent Bonaparte, aki nemcsak az ornitológia területén alkotott maradandót, hanem a későbbi éveiben az ichthiológia történelmébe is beírta nevét. Bonaparte 1822-ben elutazott az Egyesült Államokba, hogy eleget tegyen Alexander Wilson meghívásának és kiegészítse az American Ornithology című kilenckötetes madárhatározóját. Ebből négy kötet Philadelphiában meg is jelent 1825–1833 között. Az amerikai tartózkodása alatt felfigyelt az egyik halastóban történő és még újdonságnak számító egyik halgazdasági eljárásra, a pisztrángok akvakultúrában történő mesterséges szaporítására. Mikor 1828-ban visszatért az Egyesült Államokból, tovább folytatta Rómában a félbehagyott tudományos munkáját és meghonosította az új akvakultúrás haltenyésztést Itáliában, ami később elterjed az egész kontinensen. 1833-ban felkérték, hogy vegyen részt az Appennini-félsziget halainak feltárásában. Mivel az ornitológiában igen járatos volt, így könnyedén rendszerezett elsőként olyan halfajokat, mint az olasz bodorka; Rutilus aula, az oldalsávos paduc, Chondrostoma genei és egy endemikus apró pontyfélét (Scardinius scardafa). A Bonaparte-gyűjtemény 430 fajleírást tartalmaz Itália és a Földközi-tenger vidékeiről. 1834 és 1841 között kiadta az Iconografia della Fauna Italica itáliai állathatározó könyvsorozatát, amelyben az itáliai halfauna is helyet kapott. Mivel az 1840-es év elején betekintést kap a híres Netterer-gyűjtemény anyagai közé, ezért elsőként ismerte fel az akkori halrendszerezés hiányosságait. Egy téves besorolást javítva megszületett a Cichlini alcsalád, amelyet még ugyanebben az évben Cichlidae névre javított, és elsőként írt le a gyűjtemény alapján 1600 dél-amerikai Cichlid fajt. Carcharodon carcharias Magánszorgalomból egy észak-amerikai halcsaládot is felállított Aphredoderidae néven (Aphredoderus sayanus). A tengeri halfajok sem tudják megállítani, és felállítja a Skorpióhal-alakúak rend Cyclopteridae családját, utána porcos halak (ráják és cápák) Elasmobranchii alosztályát is. Erre mondták kortársai: „ez a második Bonaparte-birodalom…” Bonaparte megelőzte korát, hiszen még nem ismerhette Ernst Haeckel híres biogenetikai alaptörvényét a Chordata-ról. 1868-ban C. L. Bonaparte posztumusz díjként díszdoktora lesz az Uppsalai Egyetemnek (Linné). A teljes C. L. J. L. Bonaparte herceg életmű:

1. Specchio comparativo delle ornithologie di Roma e di Filadelfia (Parizs, 1827).
2. Iconografia della Fauna Italica (Roma, 1834–1841).
3. Geographical and Comparative List of Birds of Europe and North America (London, 1838).
4. Catalogo metodico degli uccelli Europei (Bologna, 1842).
5. Conspectus systematis ornithologia (Leyden, 1850).
6. Conspectus systematis ichthyologia (Leyden, 1850).
7. Ornithologie fossile (Paris, 1858).

- Louis Agassiz zoológus, geológus és paleontológus 1807-ben született a svájci Môtier-ben. A tanulmányai elvégzése után elfogadott egy tanári állást a párizsi Természettudományi Múzeum bölcsészkarán. Louis Agassiz

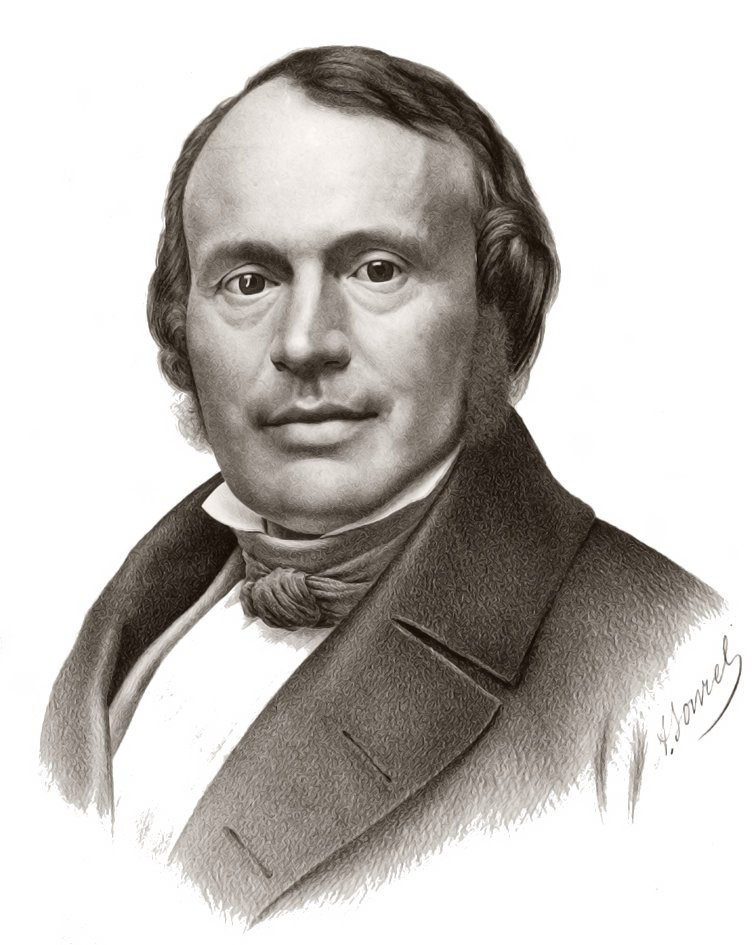
Louis Agassiz

Az egyik patrónusa nem más, mint Georges Cuvier volt, aki nemcsak az ichthiológia tudományát adja át, hanem később elindítja Agassiz karrierjét is. Agassiz másik patrónusa a század leghíresebb politikusa, a porosz Alexander von Humboldt. A múzeumban ebben az időben zajlott Johann von Spix és Carl Friedrich Philipp von Martius vezette brazíliai Amazonas-expedíció anyagainak rendszerezése. Azonban Spix 1826-ban váratlanul meghalt és a további munkát Agassiz vette át, amelynek teljes anyagát 1829-ben közzé is teszi. 1830-ban a német Carl Vogt zoológus közreműködésével kiad még egy összefoglaló művet Közép-Európa halfaunájáról, amelyben elsőként tesz említést az általa még 1828-ban felfedezett új európai fajról, a felpillantó küllőről: Gobio uranoscopus. Később Agassiz figyelme inkább a halfosszíliák és más kövületek felé terelődött, és egymás után látogatta Európa természettudományi múzeumait. 1833 és 1843 között kiadta ötkötetes világhírű művét Recherches sur les poissons fossiles címen. Ez az ötkötetes mű, a halak fejlődéstörténeti rendszerezésének alapműve. 1846-ban John Amory Lowell meghívta Agassizt az Egyesült Államokba egy előadás-sorozatra. Lowell pénzügyi és tudományos előny ígéretével rávette Agassizt a maradásra, és kinevezték Massachusetts állambeli Newcanbridge Museum of Comparative Anatomy igazgatójának, majd 1859-től ő lett a a Harvard Egyetem professzora és első igazgatója. Később a Harvardról olyan híres természettudósok kerültek majd ki, mint David Starr Jordan, Joel Asaph Allen, Joseph Le Conte, Ernest Ingersoll, Nathaniel Shaler, Alpheus Packard, Alexander Agassiz és Charles Doolittle Walcott. Az ötvenedik születésnapján Agassiz megjelentette a tízkötetesre tervezett, Az Egyesült Államok természetrajza című könyvsorozatának első kötetét, amelyben két új halfajt ír le a Mississippi völgyéből: Hybognathus nuchalis, Couesius plumbeus. Ebben az időben Agassiz, Darwin tanainak makacs ellenzője volt, amelyet „tudományos rasszizmus”-ként emlegetnek. Az állandósuló zaklatások elől menekülve feleségével, Elizabeth Cabot Cary Agassizszel megszervezték az évszázad leghíresebb dél-amerikai utazását, a Thayer-expedíciót 1865. április 1. és 1866. augusztus 6. között. Az expedíció többi tagjai: Joel Asaph Allen ornitológus, James Burkhardt fotográfus, John G. Anthony conchologus, Frederick C. Hartt geológus, Orestes St. John geológus, George Sceva preparátor, és álnéven Mr. Talizmán a „vezető”. Ez volt az első olyan gyűjtőút, amely nemcsak az Amazonast, hanem annak mellékfolyóit is feltérképezte, köztük a Rio Negrót, Rio Tocantinst, Rio Paraibat, Rio Tapajost. Az expedíció keretében nagyon sok addig ismeretlen hal, növény, madár és állatfajokat fedeztek fel és írtak le elsőként. Csak az összegyűjtött ichthiológiai anyag több mint 6000 addig ismeretlen halfajból áll. A híres expedíció, és Louis Agassiz nevét sok halfaj őrzi, például Laetacara thayeri, Apistogramma elizabethae, Apistogramma agassizi. A Thayer-expedíció által felfedezett halak osztályozása közel húsz évig tart, és erre a nagy munkára Agassiz 1868-ban felkérte Franz Steindachnert a bécsi Zoológiai Múzeum ichthiológusát.

## 20. század

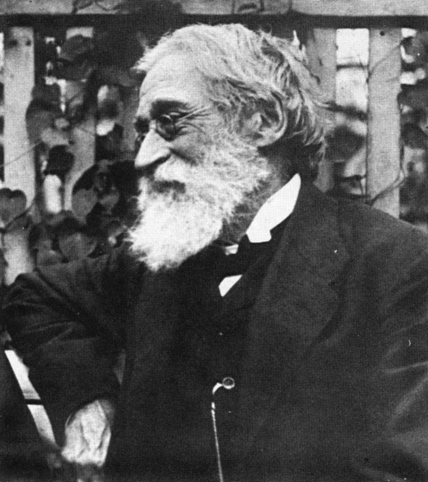
Franz Steindachner

- Franz Steindachner tanulmányai alapján már fiatalkorában is hihetetlen érzéket mutatott a természettudományok iránt. Régi barátja, Eduard Suess javaslatára inkább lesz zoológus, mintsem villamosmérnök egy Bécs környéki porcelángyárban. Ebben az időben Johann Jakob Heckel a bécsi Természettudományi Múzeum ichthiológusa, és így esélye sincs bekerülni a múzeum gyakornokai közé. Ezért Steindachner 1857 és 1859 között Rudolf Kner zoológussal és Karl von Scherzer bankárral karöltve megszervezte a Novara-expedíciót. Franz Steindachner A Novara egy osztrák cirkáló neve volt, amelyen elutazva feltérképeznek olyan távoli földrészek tengerpartjait, mint Ceylon, Jáva, Kína, Ausztrália és Új-Zéland. Ezen az úton 1000 új halfajt írtak le, melyek többsége tengeri hal. Mikor visszatértek, Johann Jakob Heckel már nem élt, és így Steindachner lett bécsi Zoológiai Múzeum igazgatója. A megszerzett igazgatói szék azonban ingatagnak bizonyult, és ellensúlyozásként Steindachner feltárta Szenegál, Spanyolország, Portugália és a Kanári-szigetek élővilágát, majd közzétett 55 új ichthiológiai bekezdést az általa felfedezett halfajokról. Az eddigi érdemei alapján, mintegy elismerésként ekkor kérte fel az Osztrák–Magyar Monarchia utolsó nagy halrendszerezőjét, Franz Steindachnert Louis Agassiz 1868-ban, hogy az Egyesült Államokban a Cambridge-i Egyetemen rendszerezze a dél-amerikai Thayer-expedíció által felfedezett halfajokat. 1871 és 1872 között Agassiz kezdeményezésére sor került a második dél-amerikai expedícióra, amely a dél-amerikai földrészt körbeutazva, Bostonból kiindulva San Franciscóig feltárta a tengerpartok mentén lévő halfaunát. Ez az utazás Hassler-expedíció néven vonul be a történelembe – ez a név egyúttal egy amerikai háromárbócos fregatt nevét takarja. Az út során a tudomány számára 7498 addig ismeretlen új halfajt konzerválnak, például Ablennes hians, Abudefduf saxatilis, Astyanax fasciatus, Bairdiella armata. Steindachner 1886-ban visszatér Európába és megkapja a kitüntető Prof. címet. 1891 és 1898 között a Vörös-tenger és a mediterrán vidék halait térképezte fel – ez a Pola-expedíció néven válik ismertté. Csak egy pár faj, melyeket Steindachner felfedezett és rendszerbe foglalt: Oncopterus darwinii (rombuszhal), Pleuronectes pallasii. Steindachner 69 éves korában 1903-ban még egyszer eljutott Dél-Amerikába, de ez az utazás már inkább egy kirándulás volt. Tiszteletére nagyon sok halfajt, halnemeket, halcsaládokat neveznek el, például Steindachneridion (Eigenmann, 1919), Apistogramma steindachneri (Regan, 1908). Steindachner nevéhez „100 000” hal leírása és rendszerbe foglalása fűződik a világ számos pontjáról, azonban ő még nem tudhatta, mit is takar a genotipikus klaszter kifejezés. Albert C. Günther

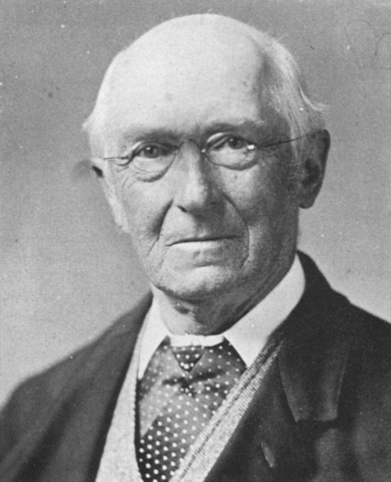
Albert C. Günther

- Albert Günther, az Angol Természettudományi Múzeum ichthiológusa volt. Fő műve a Catalogue of Fishes, amelyben 8525 halfajt írt le. Nevét két halfaj is őrzi: Nothobranchius guentheri, Pelmatochromis guentheri.
- Carl H. Eigenmann német származású amerikai ichthiológus. Tanítványával John D. Hasemannal együttműködve a dél-amerikai halfauna egyik legjobb ismerője volt. Különösen Guayana és Kolumbia halvilágáról szóló, valamint a pontylazacokat összefoglaló munkái váltak ismertté. Az egyik rendszerezése: Apistogramma trifasciata.
- David Starr Jordan; amerikai zoológus, Agassiz tanítványa. Az észak-amerikai halfauna neves ismerője, névadója és rendszerbefoglalója az Elassoma törpenaphal és a Jordanella fogasponty nemeknek.
- George Albert Boulenger; belga ichthiológus, aki Albert C. Günther utóda lesz az Angol Természettudományi Múzeum igazgatói székében. A Föld halfaunájának egyik legkiválóbb ismerője volt. Günther utódjaként óriási munkát végzett, főként az egyenlítői Afrika halvilágát tanulmányozta. A sok felfedezés és rendszerbefoglalás közül két halfaj: Pelmatochromis thomasi és Aphyosemion gardneri. Boulenger az ichthiológia történetében az utolsó, aki megpróbálta összefoglalni az addigi haltudomány történetét – ez már nem sikerült.
- Charles Tate Regan, angol ichthiológus, aki Boulenger tanítványa volt. Nagy érdemeket szerzett a rendszerezés területén, többek között az Apistogramma nem névadója. Nevét sok halfaj őrzi: Apistogramma regani, Crenicichla regani, stb.

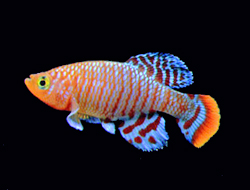
Cyprinodontiformes – Nothobranchius rachovii

- Lev Szemjonovics Berg 1876-ban született Benderiben (románul Tighina) az akkor Oroszországhoz tartozó Moldovában. Cyprinodontiformes – Nothobranchius rachovii A földrajzi diplomáját 1898-ban szerezte meg a moszkvai egyetemen, majd tanár lett Szentpéterváron. Berg élethivatásának tekintette a közép-ázsiai területek feltárását, főleg a szovjet Balkas-tó és az Iszik-köl halfaunája érdekelte. Közzé is tette e műveket 1916-ban Az Orosz Birodalom édesvízi halai  címen, amelyben több mint 60 új bekezdést kezd a halrendszertanban és felállította a fogaspontyalakúak Cyprinodontiformes rendjét is. Berg nevéhez fűződik az addig használt és Carl von Linné nevével fémjelzett halrendszertan teljes átreformálása is. Ebben az új rendszertanban a halakat 120 rendbe, 12 osztályba, 2 főosztályba és 2 altörzsbe sorolta – ez akkor kb. 20 000 halfaj teljes rendszertani besorolását érintette. Ez a halosztályozási rendszer a mai modern halrendszertan alapja. Berg 1922 és 1928 között még két könyvet is megjelentet a Szovjetunióban; Éghajlat és élet (1922, magyarul 1953), valamint A klimatológia alapjai címmel. Az akkori szovjet biológiai doktrína alapját képező Vaszilij Dokucsajev-féle zónák elméletét fejlesztette tovább. Az Orosz Birodalom édesvízi halai folytatásaként 1949-ben megjelent a könyv negyedik kiadása, amelyben le van írva szinte az összes édesvizű hal, ami csak létezik oroszföldön és szomszédos országokban. Berg írja le először ebben a könyvben a szimbiózis kapcsolatot két hal, az ingola és egy szibériai lazacfaj között. Azonban Berg nem az ichthiológiai munkáiról lett világhírű, hanem az általa felállított makroevolúciós (Nomogenesis) elméletével, amellyel Darwin munkáit bővítette ki. Ha Lev Berg nem szolgálta ki az akkori szovjet rendszert, korának legnagyobb természettudósa lehetett volna, toronymagasan. Ő megelégedett négy Sztálin-díjjal. A diktátor bukását követően könyveit betiltották, és csak 2001-ben a Dnyeszter menti jegybank bocsátott ki emlékére egy ezüst pénzérmét (Kiemelkedő Dnyeszter menti emberek sorozat).
- Henry W. Fowler, a legismertebb amerikai ichthiológusok közé tartozott. A Bathyaethiops fowleri és a Barbus tetrazona partipentazona (a szumátrai díszmárna, Barbus tetrazona egyik alfaja) rendszerezője.
- III. Lipót belga király, aki nemcsak gyűjtő, de természetkutató is volt. A sok halfaj felfedezése mellett még sok más, például trópusi növényfajok első leírásai is tőle származnak. III. Lipót az Apistogramma gephyra egyik felfedezője. A dél-amerikai Teleocichla nemhez tartozó három fajt; a T. centrarchus, T. gephyrogramma, valamint a T. monogramma fajokat egy napon, 1964. október 29-én fedezte fel a Rio-Xingu folyórendszerben. E három faj lett később az alapja az új törpe Cichlid nemnek, amelyet Sven O. Kullander 1988-ban, mintegy új bekezdésként rendszerbe is foglalt. Elismerésként az ő nevét viseli az egyik vitorláshal faj, a Pterophyllum leopoldi (Gosse 1963), és egy amazonasi édesvízi rája, a Potamotrygon leopoldi (Castex & Castello, 1970).
- Ethelwynn Trewavas, angol ichthiológus és zoológus. Charles Tate Regan tanítványa és későbbi utóda az Angol Természettudományi Múzeum élén. Szinte egész életét a halak osztályozásának szentelte, korszakalkotóként elsőként foglalta rendszerbe a Malawi-tavi endemikus halfaunát. Felállított két különálló halcsoportot Malawi mbuna, illetve Malawi non-mbuna néven, és törzsfejlődésük szerint osztályozta is a fajokat (a mbuna szó bennszülött nyelven annyit jelent: „kőevő”), majd bevezetett számos halnevezéktani újítást is, névadója például az Aulonocara nemnek. Sok felfedezése közül három faj: Aulonocara auditor, Cheilochromis euchilus, Copadichromis pleurostigma. Számos leírása és könyve jelent meg az afrikai nagytavak élővilágáról:

1. Revision of the cichlid fishes of the genus Lethrinops, Regan. Annals and Magazine of Natural History, 1931).
2. The origin and evolution of the cichlid fisches of the Great African lakes, with special reference to Lake Nyasa, 1949.

Trewavas előhírnöke volt a 21. században bekövetkező nagy halrendszertani változtatásoknak, olyan nagy hírű ichthiológusokat nevelt ki, mint David Eccles és Ad Konings.

## (16–20. század)
| - Karl Christian Heller - Robert John Lechmere Guppy - Johann Paul Arnold - Karl Kessler - James Ellsworth DeKay - Luisa Gianferrari - Charles Frédéric Girard - Elizabeth Gould - Harry Franck - Alpheus Hyatt - Alpheus Spring Packard - Lorenz Oken - William Thornton Innes - Marc René, de Montalembert márki - Arthur Sperry Pearse - Alfred Russell Wallace - Jacques Pellegrin - Thomas Layman Poulson - Pierre Charles Fournier de Saint-Amant - Gordon A. Thompson - Amanda Flora Hilda Bleher - Anastasio Alfaro - Nelson Annandale - François Louis de la Porte, de Castelnau grófja - Hamdullah Al-M. Al-Qazwini - Cornelius Bruyn - McClelland - Francis Day - Serghyei N. Kamenskii - Ladiges W. - William Thomas Blanford - William J. Griffing - Alexander von Nordmann - S. Basilewsky - Seth Eugene Meek - Alexander Agassiz - Theodore Nicholas Gill - Georges-Louis Leclerc de Buffon | - André Marie Constant Duméril - Auguste Duméril - Albert Wendt - Johann Anton Güldenstädt - Robert Davidson - Andy Dunsire - James Flint - John Gould - William Marshall Anderson - Bess Garner - Edward Morse - Konrad Guenther - Carl Leavitt Hubbs - Yi-Jing Jie - Curt Kosswig - Alpheus Spring Packard (ifjabb) - Engelbert Kämpfer - Henry Walter Bates - Felipe Poey y Aloy - Emil Racoviță - August Otto Tellkampf - William Thompson - Jeffries Wyman - Sunder Lal Hora - Charles Otis Whitman - Ferdinand Stoliczka - Eduard I. Eikhvald - Eugen Keyserling gróf - Henri Emile Sauvage - Nyikolaj Andrejevics Borogyin - Charles Alexandre Lesueur - Jacques Géry - Johann Paul Arnold - Charles Frédéric Girard - Spencer Fullerton Baird - Ernst Heinrich Haeckel - Edward Drinker Cope - Karl von Siebold - Rosa Smith Eigenmann | - Basim M. Al-Azzawi - José Alvarez del Villar - Jacques Besson - Charles Marcus Breder - Salvador Coronado - Ludovico Di Caporiacco - Emil August Goeldi - David Maybury Lewis - Theodore Roosevelt - Wallace Gillpatrick - Joseph LeConte - Joel Asaph Allen - Edward Bellamy Gresser - C. Basil Jordan - Athanasius Kircher - John R. Norman - Leonhart Thurneyser - Richard Spruce - Georges J. Jacques Petit - Frederic Ward Putnam - Bibiano F. Osorio Tafall - Friederich Urich - Hermann Härtel - Max Poll - Mark McMaster M. - Alexander Russell - Johann Friedrich von Brandt - Filippo de Filippi - Aleksandr M. Nikolskii - Erich Zugmayer - S. L. Mitchell - Nyikolaj Alekszejevics Zarudnij - Myron Gordon - Johann Julius Walbaum - Antoine Risso - Viktor Pietschmann - John D. Haseman - Ernst Ahl - Paulo de Miranda Riberiro - Herbert R. Axelrod - Etienne G. Saint-Hillaire |

## Érdekességek
1. Artedinek tulajdonított mondatok: „…mert ismerek sok madarat és sok insects…” (insectss = Incertae sedis = ismeretlen faj).
2. Georg V. Cuvier: A francia Cuvier név latinosított alakja Oken, ami nem tévesztendő össze a német természettudós Lorenz Oken nevével.
3. genotipikus klaszter = Genetikai sodródás
4. Barbus meridionalis (Antoine J. Risso, 1827) = (lex prioritas, N. R. M.) synonyma nevek: Barbus meridionalis sub. sp. petenyi, Barbus petenyii (Heckel, 1847).
5. Ókor: Az egész arábiai halfaunát leírja és közzéteszi 1263-ban az iraki Mahmud al-Kammuni al-Qazwini az ősi sumér és perzsa agyagtáblák alapján, és megpróbálja a leírt fajokat osztályozni is. Ez nem sikerül. A leírásaiban csak arab nevek szerepelnek, úgymint bunni (= talán Barbus sharpeyi?) és shabbűt (= talán Barbus grypus?). A korai tudományos iszlám nagy alakja volt Hamdullah Al-mustaufi Al-Qazwini, akinek egyik művét Nuzhatu-l-qulub, vagy magyarul Szív és élvezet címen az angol Stephenson fordította le 1928-ban. Qazwini egy édesvízi hal, az Alburnus tarichi első leírója.